# Vályi Nagy Ferenc
Vályi Nagy Ferenc (Felsővály, Gömör megye, 1765. szeptember 30. – Sárospatak, 1820. január 15.) református főiskolai tanár, filológus, író.

## Élete
Felsővályon született, ahol atyja, egykor Szatmár megyében prédikátor, lakott; anyja nemes Nagy Borbála nevelte 12 éves koráig, mikor a sárospataki kollégiumba adta tanulásra, honnét másfél év múlva a miskolciba került. 1783-ban a grammatikai osztály tanítását reá bízták, úgyszintén két év múlva szubrektori cím mellett a szintaxis osztályt. E hivatalát 1793-ig viselte, midőn az iskolától búcsút vett és külföldre ment a zürichi egyetemre, ahol két évig leginkább a teológiai tudományokat, bölcseletet és természettant, görög és római irodalmat tanulta; különösen a humanista Hottingernek volt kedveltje, aki házához is meghívta gyakori látogatásra. A francia háború miatt kénytelen volt visszatérni hazájába s előbb Csáton (Borsod megye) volt segédlelkész, majd mint rendes prédikátor Tiszadorogmán szolgált, e két helyen négy évig. 1798-ban a sárospataki kollégiumba a humaniorák tanítására hívták meg és tanári székét november 11-én foglalta el. A görög nyelv és a magyar irodalom voltak kedvelt tárgyai, melyeket tanítványaival is megkedveltetni igyekezett. Midőn a költészetet tanította, tanítványait arra vitte, hogy rímetlen verseket is írjanak, mit Sárospatak mindeddig nem próbált, sőt idegenséggel is nézett. A 30 évig viselt tanári hivatal, de különösen Homérosz fordítása, életerejét nagyban elfogyasztotta; nyugalomra lett volna szüksége, de mivel éppen egy új tanszéket alapítottak, Vay József septemvir által buzdíttatva, kénytelen volt átlépni az exegetica teológia s egyháztörténelem tanszékére, melyhez még az ókori görög irodalom tanítását is hozzá adták. Ezt 1819 szeptemberében kezdte el, de már októberben beteg lett és 1820. január 15-én meghalt.
Homérosz-fordítása, melybe a Kazinczy Ferenctől rendelkezésére bocsátott Kölcsey-féle Homérosz-fordításból egyes részeket átvett, adott okot a híres Iliasz-perre Kazinczy és Kölcsey közt. Ez volt az első nagyobb plágiumper irodalmunkban.
Költeményei vannak a Magyar Musában (1787-1788. Józsefnapi öröm, melyben Felséges II. Józsefhez való szives indulatjai között egészszen bémerült); a Magyar Kurirban (1790. 580. lap, 1792. 43., 1327., 1360. l., 1807. II. 2. Told., IV. 602. l., 1819. II. 215., 1820. 102.); a Kedveskedőben (1824. II. 233., 257. lap Pfeffel után, 321. lap).

## Munkái
- Hunyady László történetei, ugymint élete és halála; mellyeket mind a Tziliai gróf Ulriknak irigységével, és le-vágattatásával; mind VI. László királynak közbe-folyó tselekedeteivel és halálával eggyütt, e hiteles írókból ki-szedegettvén, magyar versekkel le-irt, és világ eleibe botsátott… Hozzájok toldattak némelly apológussai és más elegyes versei. Pozsony és Komárom 1793.
- A Pártos Jeruzsálem 9 énekekben. Pozsony és Pest, 1799. (Iosephus Flavius históriájának verses feldolgozása).
- Mennyei polgár, vagy halotti tanítás az igazságról; az ember nem e földnek, hanem a mennynek igaz polgárja, mellyet… Szent Györgyi István urnak, még élt, a sárospataki ref. kollegiumban a filozófia… professorának meg holtt teste felett 1799. eszt. mondott. Kassa. 1800.
- Szent gyülekezet könyörgései hat penitzentziális hetekenn. Kassa, 1805. Két kötet.
- Ódák Horátz mértékeinn. Kassa, 1807. (Ism. Annalen der Literatur. Wien 1808. 189. l.).
- Halotti beszéd Nietsch Dániel német nyelvet tanító prof. felett. Sárospatak, 1809.
- Homér Batrachomyomachiája. Kassa, 1809.
- Versek, mélt. Vajai Vaj Ábrahám urnak és Kazinczy Zsófia kisasszonynak menyegzőjökre 1810. decz. 18. Kassa. (Költemény).
- Bion és Moschus idylliumai. Görögből magyarra fordítva hexameterekben. Kassa, 1811. (Névtelenül. Magyarázatokkal. Moschus élete és munkái).
- Oda, mélt. Kenderesi Mihály urhoz azon nemes érzésnek, mellyel a Horátz mértékeinn irt magyar odák iránt viseltetett, megtisztelésére. Kassa, 1811.
- Μνημοσυνη γε συϕωγαγε ανδρος Ιοαννε Αποσολοβιγς Διδαςκαλε γης Ελλενικης Γλωςςης ες Μιςκολς. Kassa, 1811.
- Elegidion in obitum Adolphi Zennovitz Eperjesiensis. Kassa, 1813.
- Az Istennek kedves keresztyén előadva halotti tanításbann: mellyel néh. Szemerei Szemere László urnak meghóllt teste felett decz. 20. 1812. Kassa, 1813.
- Kántáte azon hálaadó innepre, mellyet Őri Fülep Gábor úr tartott, midönn a papi hivatalra lett felszenteltetésének ötven esztendejét bétöltötte, s hálát adott az Urnak a s. szent-péteri templombann Augustus havának 25. 1816. Kassa, 1816.
- A könyörgés ereje előadva halotti tanításbann, mellyel ama néhai drága emlékezetű asszonyságnak, … Görgei Görgey Mária asszonynak… Boronkay István úr nemes lelkü házastársának, végső tiszteletet tett Hotykánn január 4. 1816. Kassa, 1816.
- Óda Ferdinand Károly főherczeghez, midőn Patakot 1817. szept. 12. meglátogatá. Kassa.
- Óda, mellyet fels. János Józsefhez, Magyar és Cseh ország sat. fő herczegéhez, midőnn Tokajt meglátogatni méltóztatott volna, s onnan S. Patakra várattatott; az itt lévő ref. collegiumbeli muzsák nevében máj. 29. írt. Kassa, 1819.
- Polyhymnia II könyvekben. Kassa, 1820. (Kiadta Kazinczy Ferencz a szerző életrajzával. Ism. M. Kurir 1821. II. 210. lap.).
- Carmina latina. Kassa, 1820.
- Homér Iliasza. Ford. Kassa, 1821. Két kötet.

A reformátusok által 1808-ban megújított énekes könyvében írta a 175., 195., 210. és 211. énekeket. (Ism. M. Kurir 1822. I. 79. Kazinczy).
Levelei Kazinczy Ferenczhez Sárospatak 1808. nov. 15-től 1813. márcz. 6-ig (Kazinczy Ferencz Levelezése VI-X.).

### Kéziratban
Magyar poétika; latin és görög verseinek gyűjteménye; Beszéd a tanítói hivatal nehéz volta felől, mellyet Miskolczon, bucsút vévén subrectori hivatalától, 1793-ban tartott; Prédikációk; Jegyzések a magyar nyelv természetéről.
Levelei a Magyar Nemzeti Múzeumban: Horvát Istvánhoz. 1818. máj. 2. 1819. máj. 21-én (Horvát Homer Iliaszának fordítására 100 frtot ígért); Oda ad Zemplinienses proceres nobilesque… Sátoralja-Ujhely, 1804., 4rét 7 lap; Notitia obolorum in agro Sáros-Patakiensi inventorum Anno 1814. 4rét 3 lap.